# Гуамская операция (1941)
Битва за Гуам — бои на тихоокеанском театре военных действий Второй мировой войны, проходившие на острове Гуам, одном из Марианских островов, с 8 декабря по 10 декабря 1941 года. В результате японцы захватили Гуам, построили на нем укрепления и организовали базу.

## Силы сторон
Американский гарнизон численностью около 550 морских пехотинцев, слабо вооружённый (4 пулемёта Томпсона, 3 автомата, около 160 единиц стрелкового оружия: Браунинг M1918 и Springfield M1903).
Японские наступательные силы Императорского флота Японии состояли в основном из сил 55-й пехотной дивизии, однако в сражении участвовали только 370 человек 5-й роты Морской пехоты Императорского флота Японии, базировавшиеся на Сайпане.

## Атака и захват Гуама
В 04:45 8 декабря 1941 года губернатор острова Джордж МакМиллин был оповещён о нападении на Пёрл-Харбор. В 08:27 японские самолёты из Сайпана напали на Гуам, уничтожив корабль USS Penguin. Налёты продолжались до 17:00 часов.
9 декабря в 08:30 не более 9 самолётов одновременно возобновили налёты японской авиации. Вечером японский флот направился из Сайпана к Гуаму.
В 02:15 10 декабря 370 человек 5-й роты Морской пехоты Императорского флота Японии атаковали и быстро захватили Хагатну. Затем заняли Пити и Сумэй. В 06:00 губернатор Джордж МакМиллин официально сдал остров японцам.
Японцы потеряли убитым всего одного солдата и шесть ранеными. Большинство американцев были взяты в плен, из которых минимум 18 были позже казнены.

## Последствия
Гуам на 31 месяц, вплоть до 1944 года, стал территорией, контролируемой японцами.
Оккупационные власти объявили главной валютой на острове японскую иену. Чаморро должны были подстраиваться под японские обычаи. В марте 1942 года контроль острова перешёл в руки японского императорского флота, после чего местное население получило немного свободы. Им разрешалось оставаться на своих фермах и вести торговлю. Занятия в школах были возобновлены. Обучали японскому языку и обычаям. Изучение английского запрещалось.
В начале 1944 года военное положение Японии ухудшилось. Из-за угрозы американского вторжения на остров вернулись японские армейские части. Школы для местного населения вновь были закрыты, всё население старше 12 лет было вынуждено работать без отдыха и подвергалось жестокому обращению, вплоть до пыток и обезглавливания агентами японской военной полиции кэмпэйтай. В таком рабском положении население острова находилось до освобождения острова американскими войсками в июле-августе 1944 года.